# 大英帝國勳章
最優秀的大英帝國勳章（英語：Most Excellent Order of the British Empire），簡稱大英帝國勳章（Order of the British Empire），或譯為不列顛帝國勳章，是英國授勳及嘉獎制度中的一種騎士勳章，由英王乔治五世於1917年6月4日所創立。勳章分民事和軍事兩類，共設5種級別，分別為
- 爵級大十字勳章（Knight/Dame Grand Cross，男女皆簡稱GBE）
- 爵級司令勳章（Knight/Dame Commander，男性簡稱KBE，女性簡稱DBE）
- 司令勳章（Commander，簡稱CBE）
- 官佐勳章（Officer，簡稱OBE）
- 員佐勳章（Member，簡稱MBE）

在上面五等，只有獲最上兩等的授勳英國或英聯邦王國公民才算取得騎士爵位，可以在他們的英文名稱前加上「Sir/Dame」頭銜，或在他們的中文名稱後加上「爵士／女爵士」頭銜。如果有外國公民獲最上兩等的勳銜，他們只可當作名譽性質，並不能冠上任何頭銜。
此外，還有一個大英帝國獎章（British Empire Medal），獲勳人士雖然並非大英帝國勳章的成員，但卻與此勳章有聯繫。該獎章1922年時自成序列，到1993年不再於英國及其屬土頒發，但是庫克群島和部份英聯邦王國則仍有頒發。直到2012年又重新在英國頒發。
本勳章的格言是「為了上帝和帝國」（For God and the Empire），它是英國各騎士勳章中最低等級的一個，成員也是最多的一個。

## 歷史
喬治五世當初設立勳章，是為了填補當時英國授勳及嘉獎制度的缺漏。首先，巴斯勳章只授予高級軍官和公職人員；聖米迦勒及聖喬治勳章只授予外交官；而維多利亞皇家勳章亦只授予服侍英國皇室的人士，結果，對於一些曾參與第一次世界大戰，但又沒有上戰場的人士，喬治五世希望可以對他們加以表揚，可是正因為沒有合適的勳章，於是就促使了此勳章的設立。本勳章原本只歸作一類，但在1918年起則分為了軍事和民事兩類別。
比起巴斯勳章和聖米迦勒及聖喬治勳章，取得大英帝國勳章的人士，並非單單只有官員、將領與元老公侯，相反，獲勳人士所來自的階層十分之廣，因此也更具有大眾化的性質。

## 組成
英國君主是本勳章的元首（Sovereign），並任命所有獲勳的人士（但慣例上是根據政府所作的建議任命）。元首下一級是大團長（Grand Master），迄今曾有四人出任，他們分別是：
- 威爾斯親王愛德華（1917年—1936年）
- 瑪麗皇太后（1936年—1953年）
- 愛丁堡公爵菲利普親王（1953年—2021年）
- 卡米拉皇后（2024年—）

大英帝國勳章的各級受勳人數均有限額，爵級大十字勳章只限100位；爵級司令勳章只限845位，而司令勳章則只限8960位。就官佐和員佐兩級而言，人數雖不設限額，可是此兩級在每年授勳的人數分別不可多於858位和1464位。獲勳的人選往往是由英國政府以及一些英聯邦王國政府提出，而依照慣例，所有獲委任到英格蘭及威爾斯高等法院供職的女性法官都可獲得DBE勳銜，但相反，同等的男性法官則只獲冊立為下級勳位爵士。
儘管大英帝國勳章是眾騎士勳章之中人數最多的，但能夠憑此勳章而取得騎士爵位的人數卻相對較少。在英國本土，取得大英帝國爵級司令勳章的人士其實只屬少數，獲勳人士向以外國公民和居於海外的英國公民居多。可是在另一方面，大英帝國女性爵級司令勳章卻是英國榮譽系統之中最普遍的女爵士級別，一般而言，如果有男士因功成為下級勳位爵士，那麼同等的女士就可獲爵級司令勳章。
本勳章大多數的獲勳人士都是英國公民，或是奉英皇為首的英聯邦王國子民。至於如果外籍人士獲勳，則只可當作「榮譽會員」，這類人士並不設限，亦不受上面的數字所限制，不過，即使這類外籍人士獲授爵級大十字勳章或爵級司令勳章，他們都不可以在英文名稱前冠上「Sir/Dame」，或在中文名稱後冠上「爵士/女爵士」頭銜。然而，假如這類外籍人士日後入籍成為英國或英聯邦王國的公民，那麼他們便可改為「正式會員」，可以冠上頭銜。
在大英帝國勳章設立之初，喬治五世曾一併設立了「大英帝國勳位獎章」（Medal of the Order of the British Empire），到1922年，該獎章更名為大英帝國獎章，雖然獲授此獎章的人士並非大英帝國勳章的成員，但他們仍然會按民事和軍事分類。大英帝國獎章一般授予低級別的政府官員或軍官，至於高級別的政府官員則通常直接獲授大英帝國勳章。自從1992年起，英國政府不再提名任何人士接受大英帝國獎章，但部份英聯邦王國政府至今卻仍然有作出提名。
本勳章共設6位職員：高級教士、司祭長、秘書、註冊官、紋章院長及傳令官。勳章的高級教士由英國聖公會內高級別的倫敦主教擔任；而司祭長則由聖保羅座堂的司祭長出任。本勳章的紋章院長與不少司職紋章的官員一樣，並非英國紋章院的成員；至於傳令官則名叫紫杖傳令官，紫杖傳令官不同於嘉德勳章所附設的黑杖傳令官，他/她無須在上議院供職。

## 服飾式樣與標準佩章

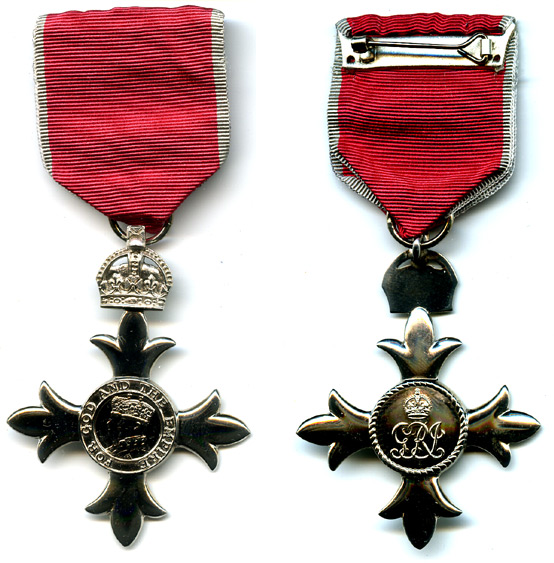
員佐勳章之正、背兩面。

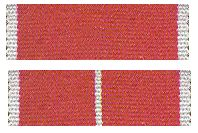
官佐勳章之勳表，上為民事類別，下為軍事類別。

大英帝國勳章的成員在重要場合上（例如君主登基大典和每4年一度的禮拜式）須穿上特別的服飾，而且各級不一，當中，服飾的樣式曾在1937年有大幅的改動：
- 只有大英帝國爵級大十字勳章的獲勳者會穿上斗篷（mantle），斗篷原為緞質，以紫色作主調，並配上白色的絲質裝飾。不過現時已改為以粉紅玫瑰色的緞質斗篷作主調，以及配上珍珠灰色的絲質裝飾。至於在獲勳者的左胸處，更會帶上一枚星章（詳見下文）。
- 只有大英帝國爵級大十字勳章的獲勳者會穿上領環（collar）。領環由黃金打造，左右對稱，並梅花間竹地刻有代表皇家紋章的圖案，與「GRI」（即「Georgius Rex Imperator」）字樣各6件，而且兩者之間均有獅子與皇冠樣式的裝飾。

在君主指定的領環日（collar day），勳章成員在重要場合要把勳章的領環戴在軍服或晚禮服上。若果戴上了領環（不論是領環日還是加冕典禮一類的重要場合），就要把勳章懸掛在領環。此外，在授勳者去世後，其後人須將領環交出，但佩章等裝飾則可保留。
在較不重要的場合，勳章的成員的衣飾則較為簡單
- 只有大英帝國爵級大十字勳章與爵級司令勳章的獲勳者能夠佩帶星章（star），並佩帶於左邊胸口。星章共有八塊頁，大小因應獲勳者等第而異。另外，星章內有一緋紅色圓環，上面寫上勳章之格言；至於在圓環之內，星章之正中間，則繪有喬治五世與其妻瑪麗皇后之像，但在1937年以前的星章則是不列顛尼亞的人像。
- 所有大英帝國勳章的獲勳者均可佩帶勳章，在1937年以前，勳章是繫於紫色絲帶上的，而軍事勳章則會額外在絲帶正中加上一條紅色直線以資識別。而自1937年以後，勳章的絲帶則一概改為粉紅玫瑰色，並配上珍珠灰色之外沿，而軍事勳章則額外在絲帶正中加上一條珍珠灰色直線。另一方面，勳章之配戴方法因不同等級而異；首先，不論男女，就爵級大十字勳章的獲勳人士而言，勳章繫在綬帶，而綬帶會圍繞右肩膀及左股，那勳章就會大約在左大腿頂方位置；而就爵級司令勳章與司令勳章的男性獲勳人士而言，勳章會繫在一條圍繞著頸項的絲帶，狀如得獎的運動員一般。另外，官佐與員佐勳章之男性獲勳人士會把勳章繫在短小的絲帶，掛在左胸處。最後就女性而言，除了大十字勳章之獲勳人士以外，其他一律把勳章繫在蝶形領結狀的絲帶上，再掛於左胸處。大抵上，勳章正中為一圓形，正面之佈局與星章一樣，有圓環在外，並且寫上格言，而圓環內則繪有喬治五世與瑪麗皇后之像，在1937年以前的星章則是不列顛尼亞的人像；而背方正中則寫上「GRI」三個英文字，上方刻有一皇冠。此外，圓環以外，其正上、正下、正左和正右方都有一塊頁，使勳章成十字形，頁的未端呈開三叉狀，而向正上方之頁，其頂上更置有一枚皇冠。爵級大十字勳章、爵級司令勳章與司令勳章的頁皆為淡藍色，而正面的圓環為緋紅色；官佐勳章則完全金色，而員佐勳章為全銀色。
- 在1957年，有關方面曾決定，所有因英勇行為而獲此勳章的人士，其綬帶、絲帶或蝶形領結狀絲帶上皆可加上一特別圖案，該圖案為兩塊打交叉的橡樹樹葉。不過，自1974年起，此勳章不再授予作出英勇行為的人士，這類人士改為獲授英皇英勇獎章。
- 就大英帝國獎章而言，此獎章為圓形，由銀製造。正面是不列顛尼亞的坐像，外沿寫上大英帝國勳章之格言，而獎章底部則寫上「For Meritorious Service」之字眼，意指「為了有價值的服務」。獎章背面正中寫上「GRI」三個英文字，底方則寫上「Instituted by King George V」字樣，意指「由喬治五世創立」，此外，獲勳人士姓名會刻在獎章框邊。大英帝國獎章常被直接稱呼為獎章（the Gong），它除了有正常版本外，還有微形版本。不論是須穿著白色蝶形領結的正式場合，還是須穿著黑色蝶形領結的非正式晚會，微形版大英帝國獎章都適合穿戴出席。
- 在2006年12月，有關當局宣佈會推出一款翻領飾針，讓所有大英帝國勳章與大英帝國獎章的獲勳人士佩帶。此飾針可於平日的普通場合佩帶，底色為粉紅玫瑰色和珍珠灰色，上有一枚微形版大英帝國勳章，呈金色。此飾針只可讓大英帝國勳章與大英帝國獎章的獲勳人士另外購買，售價為15英鎊[2]。飾針之構想，是希頓·菲臘爵士（Sir Hayden Phillips）在2004年檢討英國授勳制度時提出的[3]。但其實加拿大與澳洲等地方的加獎制度早已引入了飾針，所以菲臘爵士之提議只不過是使大英帝國勳章追上潮流而已。

## 小禮拜堂
大英帝國勳章的小禮拜堂位於聖保羅大教堂（該教堂也代表聖米迦勒及聖喬治勳章）東端的地下室，但大形的禮拜式則仍然在大教堂的主堂舉行。禮拜式每4年舉行一次，其間會正式任命新的爵級大十字勳章獲勳人士。另外，聖保羅大教堂是在1960年起為此勳章所專用的。

## 地位與特權
大英帝國勳章的所有成員都會列在排名名單之上，而所有男性成員之妻子也會列在名單上。此外，就爵級大十字勳章與爵級司令勳章的獲勳者而言，他們的兒女與媳婦也會在排名名單佔有席位。
凡爵級大十字勳章與爵級司令勳章的男性獲勳者均可在自己的姓名後加上「爵士」頭銜（如「鍾士元爵士，GBE」），而同等的女性獲勳者則可在姓名後加上「女爵士」頭銜。凡爵士之妻子均可以在其夫姓名後加上「爵士夫人」頭銜（如「鍾士元爵士夫人」），但在英文文法上，則只可在夫姓前加上「Lady」頭銜（例如「Lady Chung」）。相反，女爵士之丈夫不可因妻子之地位取得任何敬稱。須要注意的是，以上的格式只適用於庶民，因為貴族、邦君只會在列出自己全名的時候才會引用上述格式，而他們在絕大多數的場合皆不會列出自己的全名的。另一方面，英國聖公會的神職人員若取得爵級勳銜，他們皆不可使用「爵士」或「女爵士」頭銜，亦不會有授爵典禮，但他們仍准在姓名後加上勳銜縮寫以資識別。
大英帝國爵級大十字勳章之獲勳者可在自己姓名後加上縮寫「GBE」；爵級司令勳章的男性獲勳者縮寫是「KBE」，女性是「DBE」；司令勳章的獲勳者縮寫是「CBE」；官佐勳章的是「OBE」；而員佐勳章則是「MBE」。至於大英帝國獎章縮寫則是「BEM」。
凡不是英皇的子民（意指不是英國或不奉他為元首的國家公民），即使取得爵級勳銜，亦只作榮譽性質，不可使用「爵士」或「女爵士」頭銜，但這類人仍可以在姓名後加上勳章縮寫。以中華民國名將陳策為例，雖然他曾獲「KBE」勳銜，但他不可稱自己為「陳策爵士」或「陳策爵士，KBE」，而只可稱作「陳策，KBE」。所有以榮譽性質取得爵級勳銜的人士均不會有授爵典禮，這類人士日後若果移民、入籍，成為英國君主的子民，那麼他就有權改用「爵士」頭銜。
所有爵級大十字勳章之獲勳者也可以在他們的紋章上加上護盾獸（紋章盾徽旁的扶持者，通常是動物，也有以人物作護盾獸）。另外，紋章之外亦可以圍上圓環（上面寫有本勳章的格言）以及領環。而圓環所示的位置，則必須在領環之外或之上。爵級司令勳章和司令勳章之獲勳者則只可以在他們的紋章之外圍上圓環。此外，紋章的樣式亦可一併展示勳章，勳章須懸掛在圓環或領環上。

## 褫奪
以下列出部份被褫奪勳銜的知名人士：
- 1940年：維德孔·吉斯林因協助納粹德國進佔挪威而被褫奪CBE勳銜（1929年授勳）。
- 1948年：陳平，馬共總書記，因在馬來亞組織反殖民地游擊隊而被重金通緝，且被收回OBE勳銜（1946年授勳）。[4]
- 1965年：金·費爾比因被揭發是雙重間諜而被褫奪OBE勳銜（1946年授勳）[5]。
- 1980年：艾伯特·亨利（Albert Henry）因選舉舞弊罪成而被褫奪KBE勳銜（1974年授勳）[6]。
- 1988年：萊斯特·皮戈特（Lester Piggott）因瞞稅罪成而被褫奪OBE勳銜（1975年授勳）[7]。
- 2006年：邁克爾·厄科（Michael Eke），英國前警官，因被揭發多項詐騙罪，當中包括獲勳前自行捏造虛構人物、簽署偽造文件表揚自己貢獻向內閣申請勳銜，而被褫奪MBE勳銜（2003年授勳）[]。
- 2006年：納辛·哈米德（Naseem Hamed）因危險駕駛罪成而被褫奪MBE勳銜（1999年授勳）[8]。

## 批評
大英帝國勳章常被不少人批評是大英帝國理念下的產物。英國著名牙買加裔詩人本傑明·澤凡尼就曾經在2003年公開表示拒絕接受OBE勳銜，指勳銜令他聯想起「千年的殘暴不仁——也回想起自己的祖先如何被強姦和屠殺」。此外，也有不少人曾因不同原因而拒絕授勳，但在首相辦公室當局的要求下，這類人士通常同意，隔一段長時間才將事件公開。在2004年，英國下議院一個特別委員會建議，將大英帝國勳章更名為「不列顛卓越勳章」，而且不再以「司令」為勳爵命名，以去除其「軍事」色彩。
在2005年時，英國木球員保羅·科林伍德因參與了英澳木球賽而獲授MBE勳銜。但事實上，他只參與了一場測試比賽，而且得分還低於平均，結果引起了輿論批評。而另一方面，在英國的公務員隊伍中，有不少下級公務員經常抱怨，指自己付出努力，最後被上司邀功，而且還得到OBE勳銜。

著名歌手約翰·藍儂獲勳MBE後，曾對大英帝國勳章有以下的評論：
不少人批評，認為MBE勳銜是授予那些在戰爭中的英雄——即是那些殺人的人。至於我們因為娛樂大眾而獲勳，我敢說我們更值得獲此勳銜。

## 外部連結
- Order of the British Empire （页面存档备份，存于） – official website of the British Monarchy
- The Honours system （页面存档备份，存于） – UK Government
- Queen's Birthday and New Year honours （页面存档备份，存于） – The London Gazette, lists recipients of honours
- "The Most Excellent Order of the British Empire" (2002) – Cambridge University Heraldic and Genealogical Society
- "Order of Precedence in England and Wales", Velde, F. R. (2003) （页面存档备份，存于） – Heraldica.org
- Search recommendations for the Order of the British Empire on the UK National Archives' website （页面存档备份，存于）
- The Chapel of the Most Excellent Order of the British Empire – OBE Chapel Exterior detail （页面存档备份，存于） – JPEG image, IanMcGrawPhotos.co.uk